# Místo pro přírodu
Místo pro přírodu je kampaň a veřejná sbírka ČSOP, která podporuje takzvaný Národní program pozemkových spolků ČSOP.
Od roku 2003, kdy byla kampaň zahájena, již bylo vykoupeno 191 hektarů pozemků na 54 lokalitách (stav 2023).